# دانيال ريزيند
دانيال ريزيند (بالبرتغالية: Daniel Rezende‏) هو مونتير برازيلي، ولد في 1969 في البرازيل.

## وصلات خارجية
- دانيال ريزيند على موقع IMDb (الإنجليزية)
- دانيال ريزيند على موقع ألو سيني (الفرنسية)
- دانيال ريزيند على موقع أول موفي (الإنجليزية)
- دانيال ريزيند على موقع قاعدة بيانات الأفلام السويدية (السويدية)
- دانيال ريزيند على موقع قاعدة بيانات الفيلم (الإنجليزية)
- دانيال ريزيند على موقع كينوبويسك (الروسية)